# 時の鐘 (台東区上野公園)

寛永寺の時の鐘

時の鐘（ときのかね）とは、台東区上野の寛永寺に現存している時の鐘である。上野大仏の近くに建っている。

## 時の鐘の歴史と現在
時の鐘は石町時の鐘にできて以降、多くの鐘が市内にできた。最初の鐘は1666年にできた。その後、1787年に現存する鐘ができた。谷中感応寺で製造され、正面には「東叡山大銅鐘」、裏側には「天明七丁未歳八月」と彫られてある。
また、享保撰要類集には時の鐘が鳴る順番として上野、市ヶ谷、赤坂田町円通寺、芝切り通しとの順番で鐘が鳴ったという。その後、1996年6月に環境省の残したい日本の音風景100選に選ばれた。今でも時の鐘は午前・午後6時と正午に撞かれている。

### 時の鐘を詠んだ川柳
- 「花の雲 鐘は上野か 浅草か」松尾芭蕉が詠んだ俳句 芭蕉が詠んだ時代は最初の時の鐘だった。芭蕉が聞いた鐘の音を上野の時の鐘か浅草の時の鐘かと思案している。